# Liste des ambassadeurs de Finlande en Estonie
L’ambassadeur de Finlande en Estonie est le représentant légal le plus important de la Finlande auprès du gouvernement estonien.

## Ambassadeurs successifs

### Première période d'indépendance de l'Estonie (1918-1940)
| Début | Fin  | Ambassadeur       | Observations                                                                |
| ----- | ---- | ----------------- | --------------------------------------------------------------------------- |
| 1919  | 1923 | Erkki Reijonen    | 1919-1920 : accrédité ; 1920-1921 : chargé d'affaires ; 1921-1923 : envoyé. |
| 1923  | 1927 | Rudolf Holsti     | Envoyé.                                                                     |
| 1928  | 1933 | Aarne Wuorimaa    | Envoyé.                                                                     |
| 1933  | 1940 | Paavo J. Hynninen | Envoyé.                                                                     |

### Restauration de l'indépendance estonienne (depuis 1991)
| Début              | Fin      | Ambassadeur        | Observations |
| ------------------ | -------- | ------------------ | ------------ |
| 1996               | 2001     | Jaakko Kaurinkoski | -            |
| 1996               | 2001     | Pekka Oinonen      | -            |
| 2001               | 2005     | Jaakko Blomberg    | -            |
| 2005               | 2010     | Jaakko Kalela      | -            |
| 2010               | 2014     | Aleksi Härkönen    | -            |
| 1er septembre 2014 | en cours | Kirsti Narinen     | ,            |

## Sources
- (fi) Cet article est partiellement ou en totalité issu de l’article de Wikipédia en finnois intitulé « Suomen Tallinnan-suurlähetystö » (voir la liste des auteurs).